# Péninsule El Páramo
La péninsule El Páramo (en espagnol : península El Páramo) est une péninsule située sur la grande île de la Terre de Feu, elle s'avance dans la mer d'Argentine au sud de l'océan Atlantique. Elle est située administrativement dans le département de Río Grande, dans la province de Terre de Feu, Antarctique et Îles de l’Atlantique Sud, au sud de la Patagonie argentine. Elle possède des côte basses, sablonneuses et limoneuses, avec de nombreux cailloux. Elle présente des amplitudes de marées importantes. Elle ferme par le nord-est une vaste étendue d'eau peu profonde, la baie de San Sebastián. 

## Description géographique
La péninsule El Páramo est une longue langue de terre composée de galets, peu élevée, qui pénètre en profondeur dans la mer environnante, étant le prolongement méridional d'un chaînon littoral de hautes falaises qui débute à la pointe Catalina (es) au Chili. 
Elle mesure 16,4 km de long et a une largeur maximale de 1 200 mètres, qui sépare les deux renflements, le plus septentrional compte une largeur minimale de 500 mètres à marée haute, alors que le plus austral se situe au bout d'une longue langue de 6 km de long dont les bords sont remarquablement parallèles et proches l'un de l'autre, avec une largeur quasi constante de 115 mètres à marée haute. À son extrémité se trouve le cap surnommé punta de Arenas. Ses plages de sable épais sont à pente faible.
Cette péninsule sépare la baie de San Sebastián — située à l'ouest — des eaux ouvertes de la mer d'Argentine — situées à l'est —. Elle suit de manière schématique un axe nord-ouest / sud-est. 

### Caractéristiques géologiques
La structure géologique de la péninsule est composée de matériaux marins déposés à la suite de la dernière période glaciaire. L'érosion des falaises situées au nord du cap est à l'origine des fragments rochers qui se sont accumulés pour former la péninsule.
Parmi les types pétrographiques identifiés dans les dépôts littoraux de cette péninsule figurent des roches rhyolitiques (rhyolite et dacite), du tuf silicifiée, roches mylonitées et silicifiées, du basalte, lutite, quartz, du grès arkosique avec du ciment carbonatique, et plus rarement des nodules de calcédoine, roche très rare dans la région, qui a été très recherchée et utilisée par les chasseurs-cueilleurs qui occupaient secteur nord de la Grande Île de Terre de Feu,,,.

### Caractéristiques climatiques
La péninsule est située dans l'une des zones des plus venteuses de la planète, sur laquelle des vents violents soufflent tout au long de l'année, surtout pendant le printemps, principalement orientés ouest et sud-ouest, ils dépassent fréquemment les 100 km/h  .  
Le climat est semi-humide, avec une température moyenne annuelle de 5,5 °C, les précipitations annuelles (distribuées uniformément tout au long de l'année) atteignent les 360 mm, tombant sous forme de neige pendant l'hiver. Dans la classification de Papadakis l'inclut dans le climat de steppes de « prairies patagoniennes », très favorable pour la production de pâturages et de l'élevage ovin.

### Caractéristiques océanographiques
Les amplitudes des marées sont importantes dans la région, pouvant atteindre jusqu'à un maximum proche de 10 m. À marée haute, les eaux de l'océan pénètrent dans la baie de San Sebastián, alors qu'à marée basse elle laissent exposés au vent 160 000 ha de limon du fond marin.

### Caractéristiques biologiques
En plus de la présence de nombreuses espèces d'oiseaux marins côtières, ses plages servent de destination finale de repos et d'alimentation pendant l'été austral pour les énormes migrations d'oiseaux limicoles néarctiques, tels que les pluviers et les bécasseaux de la famille des scolopacidés et des charadriidés. Parmi les espèces dont une importante part de la population vit à proximité, il est possible de citer : le bécasseau maubèche (Calidris canutus) dont 13 % de la population américaine vit à proximité, la barge hudsonienne (Limosa haemastica, 43 % de la population sud-américaine), le bécasseau à croupion blanc (Calidris fuscicollis 32% de la population atlantique), et une part importants des populations américaines du bécasseau sanderling (Calidris alba), du courlis corlieu (Numenius phaeopus), et du tournepierre à collier (Arenaria interpres), etc.,.
Phytogéographiquement, la cap Domingo se trouve dans la région des steppes magellaniques du secteur nord de la Grande île de Terre de Feu, appartenant au district phytogéographique patagonique fuégien (es) de la province phytogéographique patagonique (es).
Elle est située à l'intérieur de l'écorégion terrestre prairies patagoniennes (es), alors que les eaux qui l'entourent font partie de l'écorégion marine plateforme patagonienne (es).

## Histoire

### Premiers habitants

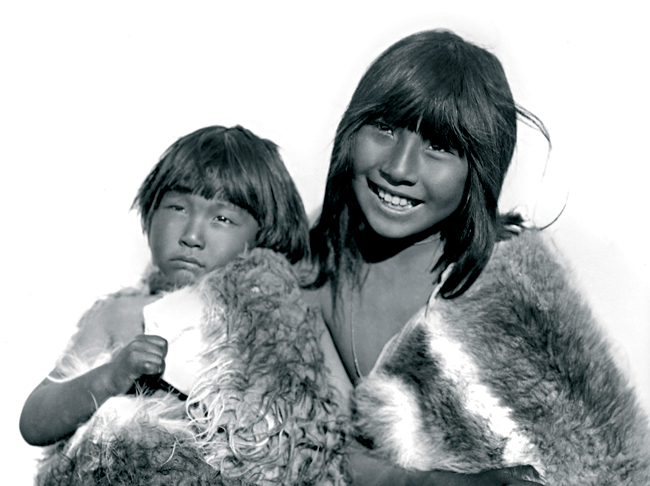
Enfants selknam.

Les premiers habitants de la péninsule sont les Amérindiens du peuple selknam, qui sont exterminés au début du XXe siècle,.

### Établissement El Páramo

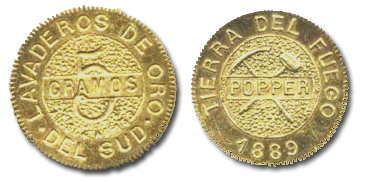
Monnaie de 5 grammes en or de Julio Popper.

En 1886, l'explorateur et pionnier roumain Julio Popper s'installe à la base de cette péninsule avec pour objectif d'installer des laveuses d'or. Il fonde l'établissement El Páramo. Jusqu'à sa mort, survenue en 1893, il emploie avec un grand succès une machine (conçue et brevetée par lui-même) pour laver les sables aurifères. Il parvient à extraire avec cette machine, et d'autres similaires installées dans des gisements proches, près de 250 kg d'or.
Avec le déclin des rendements des sables aurifères, l'établissement est entièrement abandonné. Par la suite, la construction d'une route effacera les traces des structures, ainsi qu'une partie d'un cimetière de mineurs, ce dernier étant le seul vestige qui restait de l'établissement au début du XXe siècle. L'endroit est classé lieu historique national de la République argentine par l'article 11 du décret national no 64 de 1999.

### Le phare
À l'extrémité de la péninsule se trouve le phare de Punta Páramo de la Armée argentine. Il fonctionne de manière automatique et est inhabité. Ce phare entre en service en mars 1924.

## Accès
Il est possible d'accéder à la péninsule par la route nationale 3 en empruntant un chemin de terre qui part en direction de l'est, à la hauteur du centre administratif de la section « Baños », et qui conduit à Puerto Páramo Chico, en la base de la péninsule. Elle se trouve sur des terrains appartenant à la section « Baños » de l'Estancia Río Cullén.